# Émile et Images
Émile et Images, typographié Émile & Images, est un groupe de musique originaire de Toulouse formé en 1999 de la fusion de l'ex-chanteur du groupe Gold, Émile Wandelmer, avec le groupe Images.

## Historique

### Images
Images est un groupe français basé à Toulouse — composé du chanteur Mario Ramsamy, Jean-Louis Pujade à la batterie, et Frédéric Locci à la basse (remplaçant le premier bassiste, Christophe) — connu notamment pour son titre Les Démons de minuit, sorti en 1986 et qui est resté classé no 1 durant 13 semaines consécutives dans le Top 50, record inégalé pendant 6 années, sauf par Licence IV en 1987 avec Viens boire un p'tit coup à la maison ! (30 semaines de présence en tout). Il entre alors en concurrence avec un autre groupe toulousain au succès également très important à ce moment-là, Gold. Images a connu plusieurs autres grands succès, comme les singles Corps à corps (no 4) ou Maîtresse (no 6), qui sont réunis sur leur premier album L'Album d'Images, sorti en 1987. En 1990 le trio devient duo et se restreint à Mario Ramsamy et Jean-Louis Pujade. Le groupe, malgré d'autres albums, retombe plus ou moins dans l'ombre durant une large décennie.

### Émile et Images
En 1999, Émile Wandelmer, l'ex chanteur du groupe Gold, qui avait déjà notamment prêté sa voix dans les chœurs du 45 tours et tube Le cœur en exil en 1987 rejoint Images. Ainsi naît Émile et Images, qui renoue avec le succès en sortant un album des plus grands succès respectifs des deux groupes, entièrement réinstrumentalisés (album qui se vendra à plus d'un million d'exemplaires).
Depuis 2007, ils sont l'une des vedettes de la tournée RFM Party 80, un spectacle musical qui rassemble des chanteurs des années 1980 ayant été en tête du Top 50.
Ils fêtent leurs dix ans de carrière à l'Olympia de Paris les 21 et 22 mars 2009.
En 2012, la tournée Best of RFM Party 80 passe le 22 mars par le Palais omnisports de Paris-Bercy. Le film Stars 80 produit par Thomas Langmann, sorti le 21 octobre 2012, raconte de manière humoristique l'aventure de cette tournée à succès qui a réuni plus d’un million de spectateurs. Ils y jouent leurs propres rôles.

## Membres
- Émile Wandelmer : Guitariste et chanteur (ex-chanteur du groupe Gold).
- Jean-Louis Pujade : Batteur et choeurs.
- Mario Ramsamy : Synthétiseur, guitariste et chanteur.
- Alex Mayemba : Guitariste.
- Roger Thomas : Bassiste.
- Lindsay Thomas : Pianiste.

## Discographie

### Albums
- 1999 : Jusqu'au bout de la nuit
- 2001 : Live à l'Olympia
- 2003 : Toujours Devant
- 2005 : Disco Funk
- 2006 : Émile et Images (Compile rétrospective)

#### Classements
| Année | Titre                    | FR | Ventes  | Certifications |
| ----- | ------------------------ | -- | ------- | -------------- |
| 1999  | Jusqu'au bout de la nuit |    | 600 000 | 2 × Platine    |
| 2001  | Live à l'Olympia         |    | 100 000 | Or             |

### Singles
- 1999 : Jusqu'au bout de la nuit  Or[1] (250 000)
- 2000 : Amour trop loin
- 2000 : Rio de janvier
- 2001 : L'enfant des rizières
- 2003 : Toujours devant
- 2003 : Mélusine

## Au cinéma
- 2012 : Stars 80 : eux-mêmes
- 2017 : Stars 80, la suite : eux-mêmes